# Niari (departament)
Niari – jeden z departamentów Konga, położony w południowej części państwa. Stolicą departamentu jest miasto Dolisie.
Departament ten zamieszkiwało w 2007 roku 91 955 osób. Jego powierzchnia wynosi 13 650 km².
Departament ten podzielony jest na 16 dystryktów:
- Banda
- Divenie
- Dolisie
- Kibangou
- Kimongo
- Londéla kayes
- Louvakou
- Makabana
- Mayoko
- Mbinda
- Mossendjo
- Moungoundou Nord
- Moungoundou Sud
- Moutamba
- Nyanga
- Yaya